# مرصد راتان الراديوي

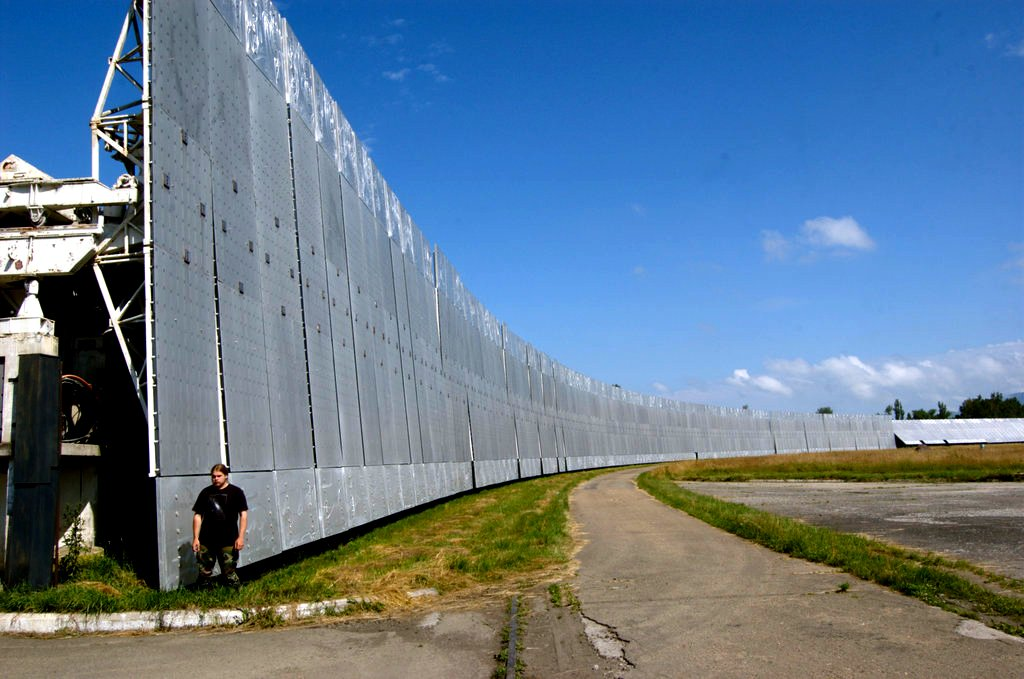
ألواح معدنية عاكسة بالمقاييس 11,4 m x 2,0 m

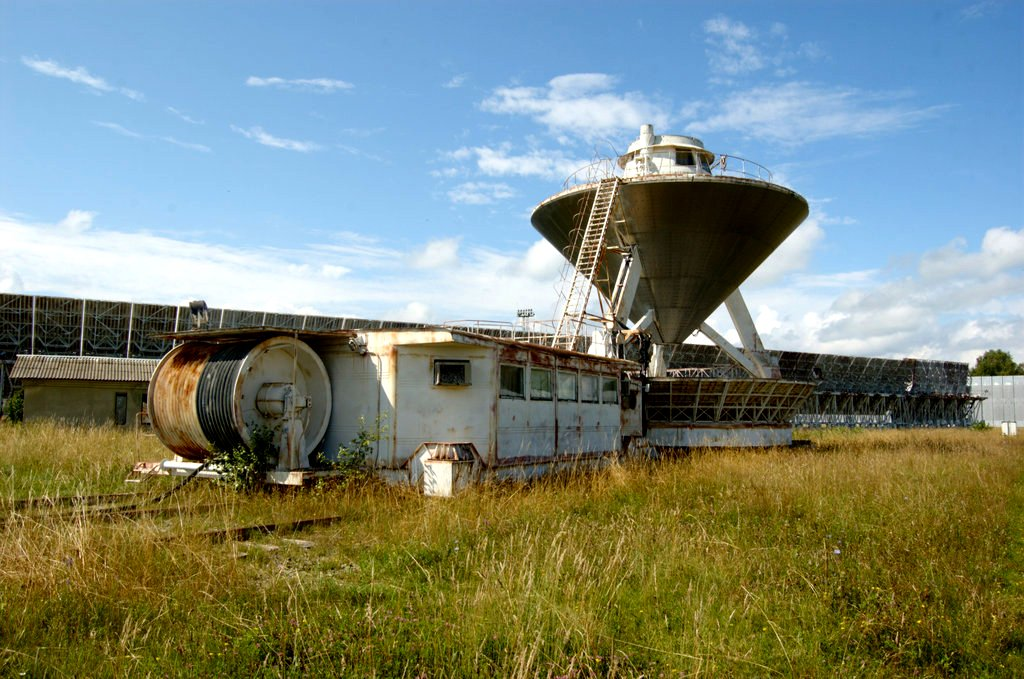
أحد المستقبلات القمعية الشكل لـ RATAN-600

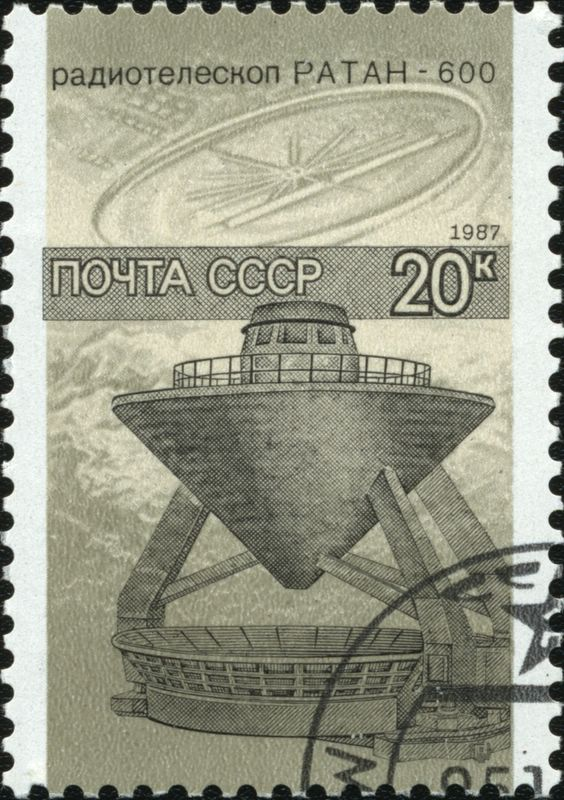
أحد الأقماع المستقبلة لراتان 600 على طابع بريد الاتحاد السوفييتي من عام 1987.

مرصد راتان الراديوي أو  راتان 600 (بالإنجليزية:RATAN 600) هو مرصد راديوي بناه الاتحاد السوفيتي في عام 1974، يستقبل الأشعة الراديوية الآتية من أجرام السماء، كما يستقبل إشارات لاسلكية ترسلها أقمار صناعية أو ربما إشارات لاسلكية آتية من عقلاء من الفضاء الخارجي. يوجد المرصد الراديوي الكبير راتان 600 والذي يعتبر أحد أكبر المراصد الراديوية في العالم على الحافة الجنوبية ل"ستانيزا سيلينتشوكسمايا" بجمهورية كاراتشيا-تشيركيزيا " في شمال القوقاز، وهو قريب من "مرصد سيلينتشوك "Selentschuk-Observatorium.

## بنائه
يتكوّن المرصد من 895 ألواح معدنية عاكسة مرصوصة في دائرة قطرها 576 متر. تعكس تلك الألواح الإشارات الآتية من نقطة ما في السماء، تعكسها إلى ثلاثة عاكسات ثانوية تشبه في شكلها القمع . ومن تلك الثلاثة أقماع تتوزع الإشارات المتضخمة وتركز على عدة مستقبلات لاسلكية في نطاقات طول الموجة بين 2 سنتيمتر إلى 50 سنتيمتر. ويمكن بسبب كبر اتساع المرصد الحصول على درجة تباين زاوي مقداره 2 ثانية قوسية إلا أن ذلك يقلل من وضوح الصورة (أي لأن المرصد يعين الموقع في السماء بدقة ولكن وضوح الصورة يكون محدودا ). لا يصل إلى تلك الدقة العالية في تحديد الموقع مراصد متصلة ببعضها في مصفوف، مثل مصفوف المراصد العظيم " Very Large Array "
أو مصفوف مرصد أتاكاما المليمتري الكبير Atacama Large Millimeter Array.

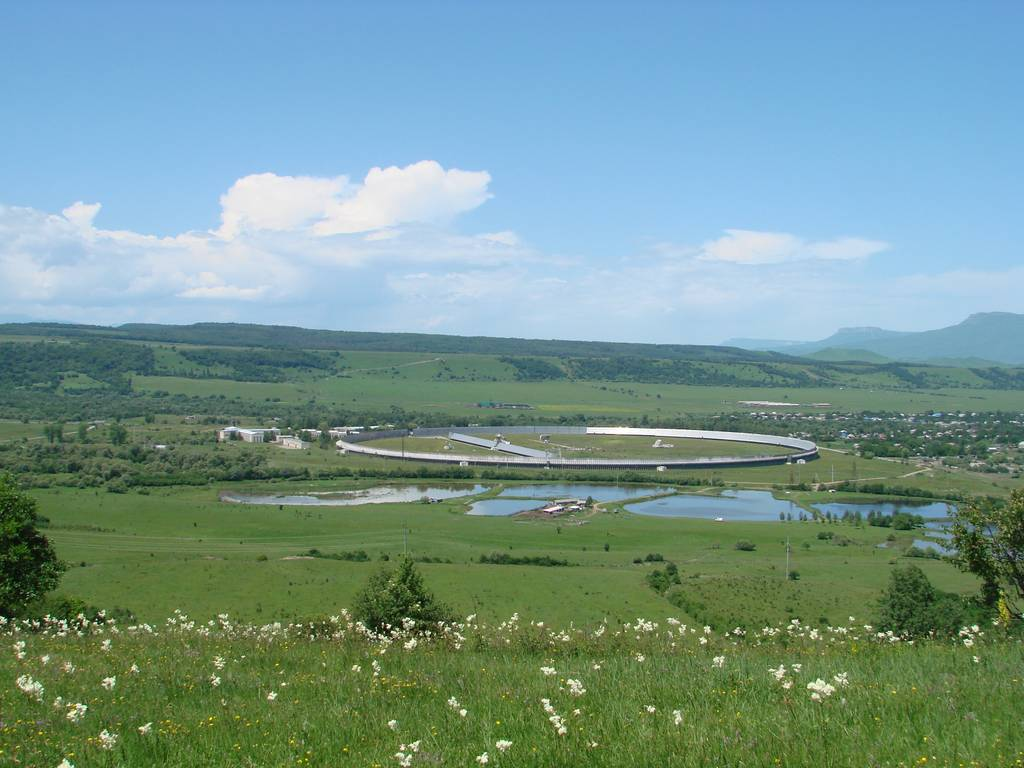

## اقرأ أيضا
- مصفوف مرصد أتاكاما المليمتري الكبير
- مرصد مولارد الراديوي
- مصفوف باثفيندر الأسترالي
- مرصد غرين بانك
- مصفوف البحوث الفلكية المجمع في حيز الموجات المليمترية
- مرصد جولدستون